# Хоробутский наслег
Хоробутский наслег — сельское поселение в Мегино-Кангаласском улусе Якутии Российской Федерации.
Административный центр — село Хоробут.

## История
Статус и границы сельского поселения установлены Законом Республики Саха (Якутия) от 30 ноября 2004 года N 173-З N 353-III «Об установлении границ и о наделении статусом городского и сельского поселений муниципальных образований Республики Саха (Якутия)».

## Население
| 2002 | 2010  | 2011  | 2012 | 2013 | 2014 | 2015 |
| ---- | ----- | ----- | ---- | ---- | ---- | ---- |
| 1048 | ↘1002 | →1002 | ↘978 | ↘962 | ↘950 | ↘947 |
| 2016 | 2017  | 2018  | 2019 | 2020 | 2021 |      |
| ↘932 | ↗942  | ↘921  | ↘899 | ↘897 | ↗921 |      |

## Состав сельского поселения
| № | Населённый пункт | Тип населённого пункта       | Население |
| - | ---------------- | ---------------------------- | --------- |
| 1 | Харба-Атах       | посёлок                      | ↘10       |
| 2 | Хоробут          | село, административный центр | ↘825      |